# Chile en la clasificación de Conmebol para la Copa Mundial de Fútbol de 2006
La Selección de fútbol de Chile es uno de los diez equipos nacionales que participaron en la clasificación de Conmebol para la Copa Mundial de Fútbol de 2006, en la que se definieron los representantes de Conmebol para la Copa Mundial de Fútbol de 2006 la cual se desarrolló en Alemania.
La etapa preliminar —también denominada eliminatorias— se jugó en América del Sur desde el 6 de septiembre de 2003 hasta el 12 de octubre de 2005. Esta fue la primera eliminatoria mundialista de la Conmebol jugado durante 3 años. El torneo definió 4,5 equipos que representarán a la Confederación Sudamericana de Fútbol en la Copa Mundial de Fútbol.
El seleccionado chileno, no logró clasificar a la Copa del Mundo 2006, tras haber obtenido 22 puntos, inalcanzables a los 25 de Uruguay (repechaje) y a los 28 de Paraguay (clasificación directa). Sin embargo, la clasificación a Alemania 2006 se perdió en el último partido ante Ecuador tras empatar 0-0, donde en Montevideo, Uruguay tras ganar a la Argentina 1-0, aseguraba su pase al repechaje contra el campeón de la OFC.

## Previa y preparación
Después del fracaso en las Eliminatorias para el Mundial de Corea y Japón 2002, el director técnico César Vaccia fue despedido tras apenas dirigir 1 partido con la selección. En el 15 de enero de 2003, el exdirector técnico de Universidad Católica Juvenal Olmos, es presentado como el nuevo director técnico de la selección chilena con miras a la Copa América 2004 y la clasificación para el Mundial 2006, y la posibilidad de extender su trabajo en la Roja en caso de clasificar.
Su llegada a la selección fue regular, jugando amistosos ante China, Costa Rica, Honduras y ante Perú. Ante Perú originalmente se iba a disputar ante Portugal en Lisboa, propuesta ideada por el gerente técnico de la selección en ese entonces, el histórico Elías Figueroa. Sin embargo, Olmos junto a la Unidad Técnica Nacional planearon partidos ante Perú en Santiago y en Lima. Tras aquello, Figueroa dejó su cargo en la selección, y Chile triunfó en su primer partido por 2-0, sin embargo en Lima tuvieron un fuerte revés por 3-0, llegándole las críticas a Olmos por haber planeado ante Perú y no ante Portugal. En los siguientes partidos, triunfó ante Honduras de visitante por 2-1, ante China empató de visitante, y ante Costa Rica perdió por la diferencia mínima.

## Proceso de clasificación

### Primera vuelta

#### 2003

Estadio Monumental de River, estadio donde Chile consiguió un puntazo al empatar 2-2.

Los clasificatorios, también denominados "eliminatorias"—, comenzaron el 6 de septiembre de 2003, en una jornada en la que Chile visitaba a la Argentina en el Estadio Monumental Antonio Vespucio Liberti. Chile llegó con un equipo sub-25, con jugadores numerosos como: Cristián Álvarez, David Pizarro, Marcos González, Mark González, Mauricio Pinilla, Milovan Mirosevic, Pablo Contreras, y sin Marcelo Salas quien no pudo ser opción para aquellos partidos tras una lesión. El arquero titular sería Nelson Tapia, algo que molestó a los hinchas tras su pésima actuación en las eliminatorias anteriores. En el minuto 32 del partido, Cristian "Kily" González anotaría el 1-0 para Argentina, dejando a Tapia sin evitar el gol, algo que hizo que fuera criticado. Luego Pablo Aimar anotó en el minuto 36 para el 2-0. En el segundo tiempo, Milovan Mirosevic descontó en el minuto 60 tras asistencia de Jorge "Kike" Acuña, y luego, tras una asistencia de Pinilla, Navia anotó en el minuto 70 para el empate heroico. El resultado final fue 2-2, y el partido fue dominado por los chilenos, a pesar de quedar con 9 jugadores en la cancha tras expulsión de Álvarez y del anotador Navia.
Días después, en el 9 de septiembre, Chile recibía a Perú. Chile comenzó ganando con gol de Mauricio Pinilla en el minuto 35 con asistencia de Rodrigo Pérez, luego Andrés Mendoza empató para los peruanos, sin embargo, Arturo Norambuena anotó para el desempate en el minuto 70 tras asistencia de Pizarro, para el 2-1 final.
En el 15 de noviembre, Chile enfrentaba a Uruguay en Montevideo, donde Uruguay llegaba con un equipo básico y muy inferior al de Chile. Minutos antes de empezar el encuentro, los jugadores chilenos y uruguayos en el túnel del estadio, empezaron a pelear debido a un insulto de Rafael Olarra y del jugador uruguayo Javier Chevantón, donde luego Rodrigo Meléndez comenzó a insultar a los uruguayos debido a que ellos empezaron a golpear a los dirigentes y a los jugadores. Al iniciar el encuentro, tras un error del portero uruguayo Gustavo Munúa, Meléndez logró anotar el 1-0 para Chile, haciendo muy fuerte las esperanzas de ganar por primera vez a Uruguay de visitante. Sin embargo tras errores del arquero veterano Nelson Tapia, Ernesto Chevantón y Adrián Romero anotarían para la victoria de los charrúas.
Días después en el 18 de noviembre, Chile recibía a Paraguay. Tras un gol de Carlos Humberto Paredes en el primer tiempo, Chile intentaba con cabezazos de Mauricio Pinilla, sin embargo los defensas paraguayos y el arquero rival Justo Villar lograron detener los tiros, haciendo que Chile perdiera de local, repitiendo los mismos puntos que La Roja obtuvo en las eliminatorias al mundial 2002.

#### 2004

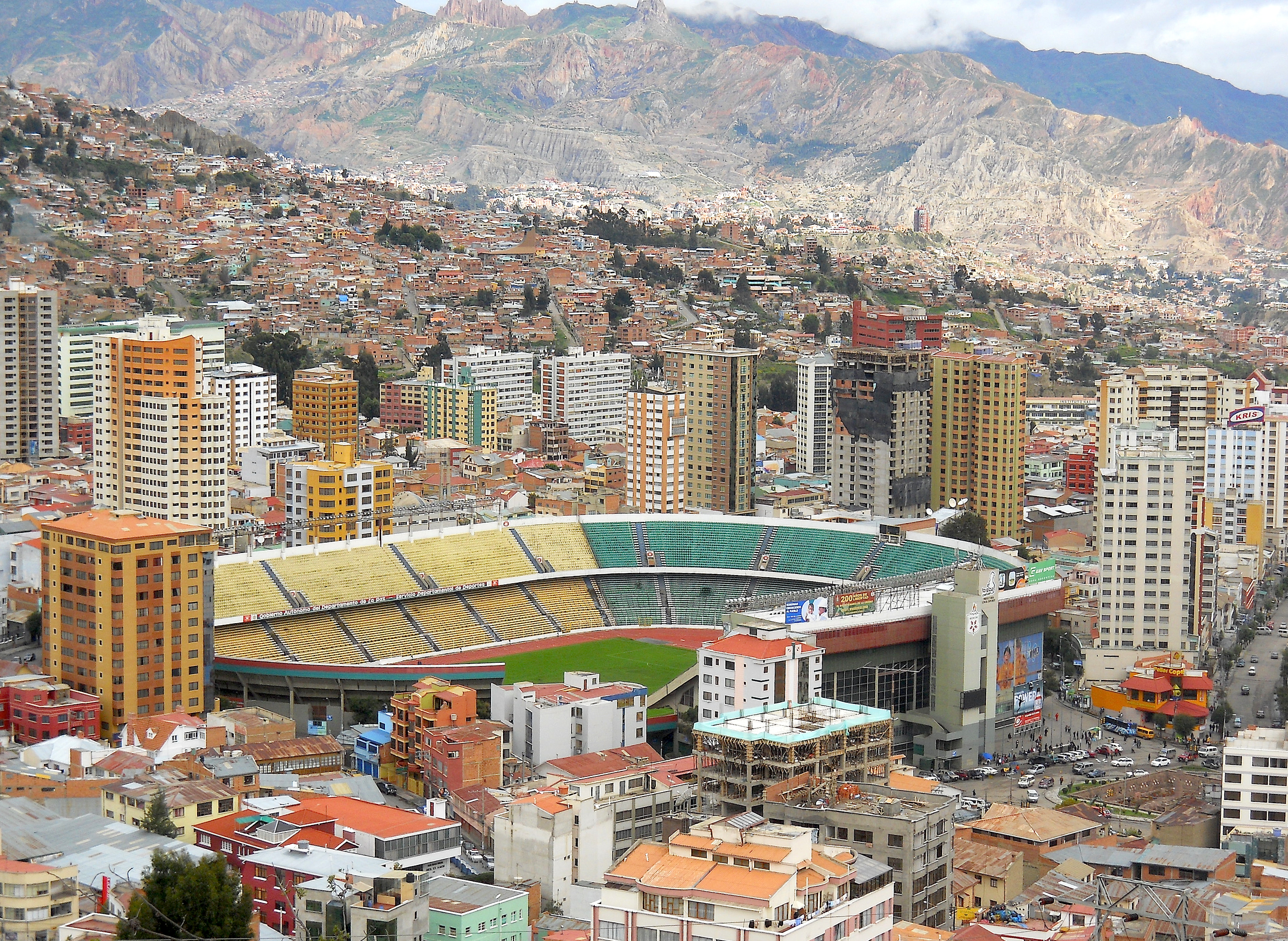
Estadio Hernando Siles de La Paz, donde Chile ganó por primera vez como visitante a Bolivia en eliminatorias.

En el 30 de marzo de 2004 Chile visitaba a Bolivia en La Paz donde se mantenían las esperanzas tras el regreso de Marcelo Salas, quien no jugó los partidos anteriores por lesión. Chile tras ser superior ante Bolivia, ganó con goles de Moisés Villarroel y de Mark González. Meses después en junio, Chile se enfrentaba a Venezuela, quien llegaba tras el Centenariazo donde Venezuela derrotó históricamente a Uruguay 3-0 en Montevideo. Los venezolanos comenzaron el partido donde en los primeros tres segundos, remataron al arco, atajando notablemente el arquero chileno Nelson Tapia. Luego Venezuela seguiría tirando al arco, siendo algunas contenidas por Tapia. Tras una superioridad en cancha de los venezolanos, los chilenos aprovecharon un rebote de la defensa local para que Pinilla anotara en el minuto 83, ganando así a los venezolanos, y dejando a Chile junto a Argentina y Brasil como el tercer equipo con más rendimiento jugando de visita.
El 6 de junio, Chile recibía a Brasil, el vigente campeón del mundo. Tras un pase profundo de Kaká, Luís Fabiano eludió al portero Tapia y anotó un gol polémico para la victoria parcial brasileña. Chile reclamó debido a que el gol de Brasil estaba supuestamente en fuera de juego, pero al final no lo estaba. Chile fue superior en cancha, y en el minuto 89 tras un penal polémico cobrado por el árbitro a favor de Chile donde Cafú supuestamente botó a Rodrigo Pérez en el área, Reinaldo Navia anotó el gol del empate en tiro penal, dejando a Chile tercero en la tabla de posiciones parcialmente.
Meses después en el 5 de septiembre regresaban las eliminatorias, donde Chile en la primera de la doble fecha recibió a Colombia. Tras un partido regular, el director técnico de Chile, Juvenal Olmos decide substituir a David Pizarro, el mejor jugador de la selección en ese entonces de la cancha e ingresar a Rodrigo Valenzuela, algo que hizo que el jugador se enojara, y que Colombia fuera superior a Chile en la cancha. El partido terminó 0-0 con muchas dudas. Tras finalizar el partido, jugadores como Milovan Mirosevic, y el director técnico colombiano Reinaldo Rueda se sorprendieron por el mal cambio de Olmos en el partido. Pizarro no fue convocado hasta noviembre del año 2004, algo que causó el rechazo de los hinchas al técnico Olmos.
El 10 de octubre Chile visitaba a Ecuador en Quito, con casi el mismo plantel el cual utilizó Olmos en el partido anterior, esta vez sin Pizarro y con Valenzuela de titular. También fue convocado Jean Beausejour, quien fue el goleador chileno en el Preolímpico de 2004 y ingresó en el partido en el segundo tiempo. En el minuto 49, tras un error de Nelson Tapia, el ecuatoriano Iván Kaviedes anotó el primer gol del partido, y luego en el minuto 64, Édison Méndez anotó el segundo, de nuevo con un error de Tapia, quien no reaccionó tras el fuerte lanzamiento de Méndez. De esta forma, Chile bajó al quinto puesto cerrando la primera ronda.
En la segunda ronda, Chile recibía a Argentina, en la cual fue convocado nuevamente Reinaldo Navia y el debutante Jorge Valdivia. Chile en el partido, intentaba con pases directo de Salas y de Mauricio Pinilla, y con jugadas de Valdivia, sin embargo no lograron definir pero lograron rescatar 1 punto empatando 0-0, y manteniéndose en el quinto puesto.
Chile visitaba con esperanzas a Perú en Lima en el 17 de noviembre, donde volvió David Pizarro, sin embargo Perú fue muy superior tras ponerse en ventaja con goles de Jefferson Farfán y luego uno de Paolo Guerrero, provocado por un error del defensa chileno Luis Fuentes. La derrota la dejó en octavo lugar con 13 puntos.

#### 2005
Chile el 26 de marzo de 2005, se enfrentaba con Uruguay, rival que estaba luchando por el repechaje, al igual que Colombia y Chile. Tras un error del defensa Pablo Contreras, Mario Regueiro anotó el gol para los uruguayos en el minuto 3. Durante el primer tiempo Uruguay fue superior a Chile, sin embargo tras la entrada de Jorge Valdivia el juego chileno mejoró haciendo que Milovan Mirosevic anotara el empate para Chile en el minuto 47. A partir de ese gol, Chile intentaba anotar un gol por medio de Mark González y Mauricio Pinilla, pero el portero Sebastián Viera detuvo los tiros, siendo el mejor jugador de aquel partido.
El 30 de marzo de 2005, Chile visitaba a Paraguay en Asunción. Chile apenas tenía 14 puntos, y necesitaba sacar un punto o ganar para seguir manteniendo a Chile con esperanzas en la eliminatoria. El equipo chileno llegaba pero los tiros fueron lanzados muy mal por los jugadores chilenos, siendo tirados por sobre el travesaño. En un error de los defensas chilenos tras un tiro libre de los paraguayos, Gustavo Morínigo aprovechó para anotar el gol a Chile donde el arquero Tapia reaccionaba muy tarde. En el minuto 59, José Saturnino Cardozo anotaba el segundo gol para los guaraníes de cabeza. En el minuto 72, Mauricio Pinilla anotó el descuento para Chile, donde después de ese gol, Chile llegó a tener oportunidades claras de Marcelo Salas, sin embargo no lograron definir. El partido finalizó 2-1, y el director técnico Juvenal Olmos fue muy criticado, incluso los noteros del programa chileno Caiga quien caiga se burlaron del director técnico durante la conferencia de prensa. Tras los discretos resultados de Olmos como director técnico de Chile, en el 21 de abril de 2005, el presidente de la ANFP en ese entonces, Reinaldo Sánchez alias Don Choco Late, decide despedir a Olmos del cargo de director técnico de la selección chilena tras una reunión con él en Viña del Mar.
5 días después de que Olmos fuera despedido de la selección chilena en el 26 de abril, el exdirector técnico de la selección chilena entre 1996 y 2000, Nelson Acosta decidió hacer un acuerdo económico entre la ANFP para ser el reemplazante de Olmos y concluir las eliminatorias a Alemania 2006. Sin embargo, Acosta no recibió buen apoyo de la hinchada chilena, debido a que la otra alternativa para ser DT de Chile era el exjugador de la Roja y de Colo-Colo, Jaime Pizarro.

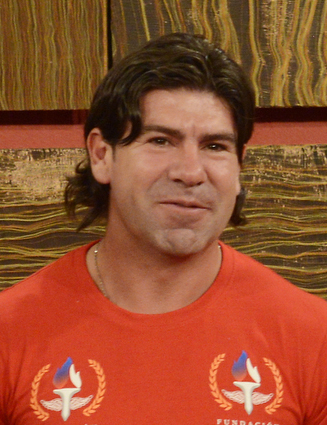
Marcelo Salas tras anotarle un gol a Bolivia, se convirtió en el máximo goleador de la selección chilena, hasta 2017, donde fue superado por Alexis Sánchez. El capitán y máximo goleador de la selección en ese entonces, faltó a 10 partidos por lesión en la clasificatoria.

El 4 de junio de 2005, Chile recibía a Bolivia en la primera de la doble fecha de eliminatorias. Este partido marcó el regreso de Francisco "Murci" Rojas, quien no jugaba desde las eliminatorias a 2002. Luis Fuentes, anotó el primer gol de Chile tras un córner ejecutado por David Pizarro en el minuto 8. Luego en el minuto 34 Fuentes anotó nuevamente por un cabezazo de Moisés Villarroel. En el minuto 66 en el segundo tiempo, Marcelo Salas anotó el tercer gol tras un pase de Luis Jiménez, convirtiéndose en el máximo goleador de la selección chilena. El descuento boliviano llegó en el minuto 83, de José Alfredo Castillo por tiro mediante penal. Chile con este resultado se ubicó en el sexto lugar, donde se ubicaba a 2 puntos del repechaje, aunque Colombia y Uruguay se ubicaban cerca de Chile por medio de 1 punto.
El 8 de junio, Chile volvió a ser local, recibiendo a Venezuela a las 19:00, otro equipo que estaba luchando por el repechaje al igual que los dos equipos mencionados anteriormente. Chile comenzaba con duros tiros los cuales fueron detenidos por el portero venezolano Rafael Dudamel, quien se convertía en figura del partido. Sin embargo en el minuto 31, Luis Jiménez anotó el 1-0 para Chile, siendo su primer gol por la selección adulta. En el minuto 60 Jiménez anotó de nuevo, convirtiéndose en la figura del partido. Los venezolanos descontaron en el minuto 82 con gol de Ruberth Morán.
Meses después en el 4 de septiembre, Chile visitaba a Brasil en Brasilia, donde Brasil con ganar clasificaba al Mundial. Debido a una lesión de Marcelo Salas, quien era la máxima figura de la selección chilena, fue reemplazado por Eduardo Rubio. Tras comenzar el partido, Juan anotó el primer gol de Brasil en el minuto 11, dejando al arquero chileno Nelson Tapia reaccionado tarde. Luego en una jugada de Rodrigo Meléndez, el defensa Juan se lo roba dejando a los delanteros y mediocampistas chilenos en el área brasileña y dejando al área chilena libre, donde Robinho aprovechó para anotar el segundo gol en el minuto 21. Luego Adriano anotó 2 goles, uno en el minuto 27 y otro de cabeza en el minuto 29, goles que fueron errores del arquero Nelson Tapia. Luego Chile demostraba ser superior entre los minutos 35 y 80, pero Adriano en el minuto 90+2 anotó el 5-0 final, dejando a Chile en el séptimo puesto.
Tras el partido, las críticas llovieron al arquero Tapia por sus errores y por intercambiar la camiseta con Robinho, pero luego Tapia confesó de que la camiseta del brasileño era para su hijo Joao. El director técnico Nelson Acosta decidió sustituir a Tapia en el arco debido a sus constantes errores, para colocar a Claudio Bravo o a Johnny Herrera. En el 7 de octubre, Acosta decide colocar a Bravo en la portería titular para el partido ante Colombia. Chile en aquel partido debería ganar obligatoriamente, debido a la victoria de Uruguay sobre Colombia 3-2 que lo dejaba con 21 puntos, y si es que Uruguay ganaba el siguiente partido, aseguraba un repechaje, a menos de que Chile ganase el partido ante Colombia.
El 8 de octubre, Chile visitaba a Colombia con las mayores esperanzas. Tras mantener un empate 1-1 con goles de Luis Gabriel Rey y de Ricardo Rojas, Chile mantuvo una oportunidad de gol muy clara en el minuto 88, de Reinaldo Navia y de Jorge Valdivia. Colombia también tuvo una opción de desempatar, en el minuto 90+3 donde en un pase profundo de Juan Pablo Ángel, el defensa Mario Yepes se perdió un gol al lado del arco, siendo presionado por un defensa chileno. También en ese partido, fue sancionado el delantero Mauricio Pinilla, quien por esa amonestación no pudo jugar el próximo partido ante Ecuador, y el técnico Nelson Acosta lo sacó de la cancha en el minuto 80, ingresando a Jorge Valdivia. Pinilla no reaccionó bien, debido a que en ese momento Chile quedaba en el puesto 7°, y Acosta pensaba en poner a un volante que a otro delantero. Luego, Acosta indicó que dicho cambio fue un error en la papeleta, puesto que quien debía salir era Luis Jiménez y no Pinilla.
Chile no mantenía las esperanzas altas tras terminar ese partido, debido al empate de Ecuador con Uruguay (0-0), que mantenía a Uruguay con 22 puntos, y de solo ganar lo clasificaba al repechaje. La esperanza era que Colombia no ganara en Asunción y que Uruguay no derrotara a Argentina en Montevideo.
El equipo chileno terminó su participación en las clasificatorias al Mundial 2006 el 12 de octubre, donde recibió a Ecuador. En ese partido, Humberto Suazo y Matías Fernández hicieron su debut oficial en eliminatorias. Claudio Bravo también fue titular y por última vez se le vio a Nelson Tapia en la banca de la selección chilena. Los chilenos, tras un primer tiempo discreto con tiros al travesaño de Reinaldo Navia, buscó con el ingreso de Suazo, Fernández y de Milovan Mirosevic, pero no lograron anotarle a un equipo ecuatoriano que llegó con suplentes tras clasificarse en la fecha 17. Al empatar, Chile quedó eliminado, tras una victoria de Colombia ante Paraguay por 1-0, superando a Chile con 24 y Uruguay llegó al 5.º puesto al ganarle a Argentina por 1-0, llegando a los 25 puntos. A pesar de eso, Nelson Acosta siguió como director técnico de la selección chilena, hasta la Copa América 2007.

## Proceso de clasificación

### Tabla de clasificación
| Equipo    | Pts | PJ | PG | PE | PP | GF | GC | Dif |
| --------- | --- | -- | -- | -- | -- | -- | -- | --- |
| Brasil    | 34  | 18 | 9  | 7  | 2  | 35 | 17 | 18  |
| Argentina | 34  | 18 | 10 | 4  | 4  | 29 | 17 | 12  |
| Ecuador   | 28  | 18 | 8  | 4  | 6  | 23 | 19 | 4   |
| Paraguay  | 28  | 18 | 8  | 4  | 6  | 23 | 23 | 0   |
| Uruguay   | 25  | 18 | 6  | 7  | 5  | 23 | 28 | -5  |
| Colombia  | 24  | 18 | 6  | 6  | 6  | 24 | 16 | 8   |
| Chile     | 22  | 18 | 5  | 7  | 6  | 18 | 22 | -4  |
| Venezuela | 18  | 18 | 5  | 3  | 10 | 20 | 28 | -8  |
| Perú      | 18  | 18 | 4  | 6  | 8  | 20 | 28 | -8  |
| Bolivia   | 14  | 18 | 4  | 2  | 12 | 20 | 37 | -17 |

| L\V                  | Bandera de Argentina | Bandera de Bolivia | Bandera de Brasil | Bandera de Chile | Bandera de Colombia | Bandera de Ecuador | Bandera de Paraguay | Bandera de Perú | Bandera de Uruguay | Bandera de Venezuela |
| Bandera de Argentina |                      | 3:0                | 3:1               | 2:2              | 1:0                 | 1:0                | 0:0                 | 2:0             | 4:2                | 3:2                  |
| Bandera de Bolivia   | 1:2                  |                    | 1:1               | 0:2              | 4:0                 | 1:2                | 2:1                 | 1:0             | 0:0                | 3:1                  |
| Bandera de Brasil    | 3:1                  | 3:1                |                   | 5:0              | 0:0                 | 1:0                | 4:1                 | 1:0             | 3:3                | 3:0                  |
| Bandera de Chile     | 0:0                  | 3:1                | 1:1               |                  | 0:0                 | 0:0                | 0:1                 | 2:1             | 1:1                | 2:1                  |
| Bandera de Colombia  | 1:1                  | 1:0                | 1:2               | 1:1              |                     | 3:0                | 1:1                 | 5:0             | 5:0                | 0:1                  |
| Bandera de Ecuador   | 2:0                  | 3:2                | 1:0               | 2:0              | 2:1                 |                    | 5:2                 | 0:0             | 0:0                | 2:0                  |
| Bandera de Paraguay  | 1:0                  | 4:1                | 0:0               | 2:1              | 0:1                 | 2:1                |                     | 1:1             | 4:1                | 1:0                  |
| Bandera de Perú      | 1:3                  | 4:1                | 1:1               | 2:1              | 0:2                 | 2:2                | 4:1                 |                 | 0:0                | 0:0                  |
| Bandera de Uruguay   | 1:0                  | 5:0                | 1:1               | 2:1              | 3:2                 | 1:0                | 1:0                 | 1:3             |                    | 0:3                  |
| Bandera de Venezuela | 0:3                  | 2:1                | 2:5               | 0:1              | 0:0                 | 3:1                | 0:1                 | 4:1             | 1:1                |                      |

|  | Clasificado directamente para la Copa Mundial de Fútbol de 2006.                                                |
|  | Disputó y perdió la repesca intercontinental frente a Australia, su similar de OFC, por lo tanto fue eliminado. |
|  | Eliminado. |

|  | Triunfo de Chile. |
|  | Empate.           |
|  | Derrota de Chile. |

### Puntos obtenidos contra cada selección durante las eliminatorias
La siguiente es una tabla detallada de los 22 puntos obtenidos contra cada una de las 9 selecciones que enfrentó la selección chilena durante las eliminatorias. 
| VS        | Bandera de Argentina | Bandera de Bolivia | Bandera de Brasil | Bandera de Colombia | Bandera de Ecuador | Bandera de Paraguay | Bandera de Perú | Bandera de Uruguay | Bandera de Venezuela | Total |
| --------- | -------------------- | ------------------ | ----------------- | ------------------- | ------------------ | ------------------- | --------------- | ------------------ | -------------------- | ----- |
| Local     | 1                    | 3                  | 1                 | 1                   | 1                  | 0                   | 3               | 1                  | 3                    | 14    |
| Visitante | 1                    | 3                  | 0                 | 1                   | 0                  | 0                   | 0               | 0                  | 3                    | 8     |
| Total     | 2                    | 6                  | 1                 | 2                   | 1                  | 0                   | 3               | 1                  | 6                    | 22    |

### Evolución de posiciones
| País / Fecha | 1    | 2    | 3    | 4    | 5    | 6    | 7    | 8    | 9    | 10   | 11   | 12   | 13   | 14   | 15   | 16   | 17   | 18   |
| ------------ | ---- | ---- | ---- | ---- | ---- | ---- | ---- | ---- | ---- | ---- | ---- | ---- | ---- | ---- | ---- | ---- | ---- | ---- |
| Chile        | 06.° | 03.° | 06.° | 08.° | 05.° | 03.° | 03.° | 04.° | 05.° | 05.° | 08.° | 07.° | 08.° | 06.° | 06.° | 07.° | 07.° | 07.° |

### Partidos

#### Primera vuelta
| 6 de septiembre de 2003 | Argentina                | 2:2 (2:0) | Chile                     | Estadio Monumental, Buenos Aires                          |                                                           |
|                         | González 32' · Aimar 35' |           | 61' Mirosevic · 77' Navia | Asistencia: 35.372 espectadores Árbitro(s): Ubaldo Aquino | Asistencia: 35.372 espectadores Árbitro(s): Ubaldo Aquino |

| 9 de septiembre de 2003 | Chile                        | 2:1 (1:0) | Perú        | Estadio Nacional, Santiago                                   |                                                              |
|                         | Pinilla 35' · Norambuena 70' |           | 57' Mendoza | Asistencia: 54.303 espectadores Árbitro(s): Horacio Elizondo | Asistencia: 54.303 espectadores Árbitro(s): Horacio Elizondo |

| 15 de noviembre de 2003 | Uruguay                    | 2:1 (1:1) | Chile        | Estadio Centenario, Montevideo |                            |
|                         | Chevantón 31' · Romero 49' |           | 21' Meléndez | Árbitro(s): Claudio Martín     | Árbitro(s): Claudio Martín |

| 18 de noviembre de 2003 | Chile | 0:1 (0:1) | Paraguay    | Estadio Nacional, Santiago                                 |                                                            |
|                         |       |           | 31' Paredes | Asistencia: 61.923 espectadores Árbitro(s): Gustavo Méndez | Asistencia: 61.923 espectadores Árbitro(s): Gustavo Méndez |

| 30 de marzo de 2004 | Bolivia | 0:2 (0:1) | Chile                              | Estadio Hernando Siles, La Paz |                            |
|                     |         |           | 37' Villarroel · 59' Mark González | Árbitro(s): Claudio Martín     | Árbitro(s): Claudio Martín |

| 1 de junio de 2004 | Venezuela | 0:1 (0:0) | Chile       | Estadio de Pueblo Nuevo, San Cristóbal                          |                                                                 |
|                    |           |           | 84' Pinilla | Asistencia: 23040 espectadores Árbitro(s): Carlos Manuel Torres | Asistencia: 23040 espectadores Árbitro(s): Carlos Manuel Torres |

| 6 de junio de 2004 | Chile            | 1:1 (0:1) | Brasil           | Estadio Nacional, Santiago                                   |                                                              |
|                    | Navia 90' (pen.) |           | 16' Luis Fabiano | Asistencia: 62.503 espectadores Árbitro(s): Horacio Elizondo | Asistencia: 62.503 espectadores Árbitro(s): Horacio Elizondo |

| 5 de septiembre de 2004 | Chile | 0:0 | Colombia | Estadio Nacional, Santiago                               |  |
|                         |       |     |          | Asistencia: 62.524 espectadores Árbitro(s): Wilson Souza |  |

| 10 de octubre de 2004 | Ecuador                   | 2:0 (0:0) | Chile | Estadio Olímpico Atahualpa, Quito                       |                                                         |
|                       | Kaviedes 49' · Méndez 64' |           |       | Asistencia: 33 079 espectadores Árbitro(s): René Ortubé | Asistencia: 33 079 espectadores Árbitro(s): René Ortubé |

#### Segunda vuelta
| 13 de octubre de 2004 | Chile | 0:0 | Argentina | Estadio Nacional, Santiago                                  |  |
|                       |       |     |           | Asistencia: 57.671 espectadores Árbitro(s): Carlos Amarilla |  |

| 17 de noviembre de 2004 | Perú                      | 2:1 (0:0) | Chile                    | Estadio Nacional, Lima                                      |                                                             |
|                         | Farfán 56' · Guerrero 86' |           | 90+1' Sebastián González | Asistencia: 39.752 espectadores Árbitro(s): Héctor Baldassi | Asistencia: 39.752 espectadores Árbitro(s): Héctor Baldassi |

| 26 de marzo de 2005 | Chile         | 1:1 (0:1) | Uruguay     | Estadio Nacional, Santiago    |                               |
|                     | Mirosevic 47' |           | 4' Regueiro | Árbitro(s): Óscar Julián Ruiz | Árbitro(s): Óscar Julián Ruiz |

| 30 de marzo de 2005 | Paraguay                   | 2:1 (1:0) | Chile       | Defensores del Chaco, Asunción |                              |
|                     | Morínigo 37' · Cardozo 59' |           | 73' Pinilla | Árbitro(s): Horacio Elizondo   | Árbitro(s): Horacio Elizondo |

| 4 de junio de 2005 | Chile                       | 3:1 (2:0) | Bolivia      | Estadio Nacional, Santiago                                 |                                                            |
|                    | Fuentes 8', 35' · Salas 67' |           | 83' Castillo | Asistencia: 46.729 espectadores Árbitro(s): Márcio Rezende | Asistencia: 46.729 espectadores Árbitro(s): Márcio Rezende |

| 8 de junio de 2005 | Chile            | 2:1 (1:0) | Venezuela | Estadio Nacional, Santiago                                       |                                                                  |
|                    | Jiménez 30', 60' |           | 82' Morán | Asistencia: 35.506 espectadores Árbitro(s): Carlos Manuel Torres | Asistencia: 35.506 espectadores Árbitro(s): Carlos Manuel Torres |

| 4 de septiembre de 2005 | Brasil                                           | 5:0 (4:0) | Chile | Estadio Mané Garrincha, Brasilia                            |                                                             |
|                         | Juan 11' · Robinho 21' · Adriano 27', 29', 90+3' |           |       | Asistencia: 22.380 espectadores Árbitro(s): Carlos Amarilla | Asistencia: 22.380 espectadores Árbitro(s): Carlos Amarilla |

| 8 de octubre de 2005 | Colombia | 1:1 (1:0) | Chile     | Estadio Metropolitano, Barranquilla                      |                                                          |
|                      | Rey 25'  |           | 64' Rojas | Asistencia: 22.380 espectadores Árbitro(s): Wilson Souza | Asistencia: 22.380 espectadores Árbitro(s): Wilson Souza |

| 12 de octubre de 2005 | Chile | 0:0 | Ecuador | Estadio Nacional, Santiago                                   |  |
|                       |       |     |         | Asistencia: 49.530 espectadores Árbitro(s): Horacio Elizondo |  |

### Resultado final
Chile no logró clasificar al Mundial de Alemania 2006. A pesar de eso, el técnico uruguayo Nelson Acosta siguió entrenando a la selección chilena, teniendo un alto rendimiento en los partidos amistosos que disputó. Sin embargo, en la Copa América 2007, Chile hizo una vergonzosa actuación no solo adentro de la cancha, sino también fuera, debido a indisciplinas antes del partido ante Brasil en los cuartos de final del torneo, partido que Chile perdió por 1-6.

### Goleadores
El goleador de la Selección Chilena durante las clasificatorias fue Mauricio Pinilla con 3 anotaciones.
| Jugador            | Club                    | Goles |
| ------------------ | ----------------------- | ----- |
| Mauricio Pinilla   | Sporting de Lisboa      | 3     |
| Luis Jiménez       | Ternana Calcio          | 2     |
| Reinaldo Navia     | América                 | 2     |
| Luis Fuentes       | Cobreloa                | 2     |
| Milovan Mirosevic  | Racing Club             | 2     |
| Arturo Norambuena  | Universidad Católica    | 1     |
| Marcelo Salas      | River Plate             | 1     |
| Sebastián González | Atlante                 | 1     |
| Moisés Villarroel  | Colo Colo               | 1     |
| Mark González      | Albacete Balompié       | 1     |
| Kalule Meléndez    | Estudiantes de la Plata | 1     |
| Ricardo Rojas      | América                 | 1     |

### Asistentes
| Jugador          | Club               | Asistencias |
| ---------------- | ------------------ | ----------- |
| David Pizarro    | Inter de Milán     | 4           |
| Mauricio Pinilla | Sporting de Lisboa | 2           |
| Jorge Acuña      | RBC Roosendaal     | 2           |
| Fernando Martel  | Cobreloa           | 1           |
| Luis Jiménez     | Ternana Calcio     | 1           |
| Marcelo Salas    | River Plate        | 1           |
| Rodrigo Pérez    | Cobreloa           | 1           |
| Ricardo Rojas    | América            | 1           |

### Detalles de participación
En este apartado se encuentran, en detalle, los jugadores que fueron convocados (tanto los que jugaron como fueron alternativas) para disputar los duelos eliminatorios camino a Alemania 2006 con la camiseta de la selección chilena:
| Dorsal (es)    | Pos.          | Jugador                    | Convocatorias | PJ (T/S)  | Minutos jugados | Goles anotados | Asistencias | Tarjetas Amarillas | Doble tarjeta amarilla y tarjeta roja | Tarjetas roja directa |
| -------------- | ------------- | -------------------------- | ------------- | --------- | --------------- | -------------- | ----------- | ------------------ | ------------------------------------- | --------------------- |
| 1              | Portero       | Nelson Tapia               | 9/9           | 16 (16/0) | 1.440'          | 0              | 0           | 1                  | 0                                     | 0                     |
| 12             | Portero       | Claudio Bravo              | 7/9           | 2 (2/0)   | 180'            | 0              | 0           | 0                  | 0                                     | 0                     |
| 12             | Portero       | Nicolás Peric (AS)         | 2/9           | 0 (0/0)   | 0'              | 0              | 0           | 0                  | 0                                     | 0                     |
| 12             | Portero       | Johnny Herrera (AS)        | 4/9           | 0 (0/0)   | 0'              | 0              | 0           | 0                  | 0                                     | 0                     |
| 12             | Portero       | Álex Varas (AS)            | 5/9           | 0 (0/0)   | 0'              | 0              | 0           | 0                  | 0                                     | 0                     |
| 8              | Defensa       | Luis Fuentes               | 8/9           | 11 (10/1) | 788'            | 2              | 0           | 3                  | 0                                     | 0                     |
| 3, 5, 18       | Defensa       | Waldo Ponce (Suplente)     | 3/9           | 0 (0/0)   | 0'              | 0              | 0           | 2                  | 0                                     | 0                     |
| 5              | Defensa       | Moisés Villarroel          | 2/9           | 4 (4/0)   | 360'            | 0              | 0           | 1                  | 0                                     | 0                     |
| 2              | Defensa       | Cristián Álvarez           | 7/9           | 8 (8/0)   | 204'            | 0              | 0           | 1                  | 1                                     | 0                     |
| 3              | Defensa       | Miguel Ramírez             | 3/9           | 2 (2/0)   | 180'            | 1              | 0           | 1                  | 0                                     | 1                     |
| 17             | Defensa       | Ricardo Rojas              | 7/9           | 12 (12/0) | 1.075'          | 1              | 1           | 2                  | 0                                     | 0                     |
| 18             | Defensa       | Francisco Rojas            | 2/9           | 2 (2/0)   | 1.107'          | 0              | 0           | 3                  | 1                                     | 0                     |
| 2, 3, 4, 13    | Defensa       | Rodrigo Pérez              | 9/9           | 10 (7/3)  | 645'            | 0              | 1           | 3                  | 0                                     | 0                     |
| 5              | Defensa       | Pablo Contreras            | 7/9           | 10 (10/0) | 284'            | 0              | 0           | 1                  | 0                                     | 0                     |
| 2              | Defensa       | Rafael Olarra              | 8/9           | 1 (0/1)   | 5'              | 0              | 0           | 0                  | 0                                     | 0                     |
| -              | Defensa       | Jorge Vargas               | 3/9           | 3 (3/0)   | 0'              | 0              | 0           | 0                  | 0                                     | 0                     |
| 2, 3, 6, 16    | Mediocampista | Jorge Acuña                | 5/9           | 7 (4/3)   | 214'            | 0              | 2           | 1                  | 1                                     | 0                     |
| 8              | Mediocampista | Clarence Acuña (Suplente)  | 2/9           | 0 (0/0)   | 0'              | 0              | 0           | 2                  | 0                                     | 0                     |
| 2, 4, 8 15, 16 | Mediocampista | Hugo Droguett              | 5/9           | 6 (4/2)   | 431'            | 0              | 0           | 1                  | 0                                     | 0                     |
| 13             | Mediocampista | Marco Estrada              | 5/9           | 9 (6/3)   | 636'            | 1              | 1           | 3                  | 0                                     | 0                     |
| 3              | Mediocampista | Claudio Maldonado          | 2/9           | 12 (11/1) | 117'            | 0              | 0           | 0                  | 0                                     | 0                     |
| 14             | Mediocampista | Matías Fernández           | 2/9           | 1 (0/1)   | 1.157'          | 4              | 3           | 2                  | 0                                     | 0                     |
| 10             | Mediocampista | Luis Antonio Jiménez       | 4/9           | 5 (4/1)   | 47'             | 2              | 1           | 1                  | 0                                     | 0                     |
| 17             | Mediocampista | Milovan Mirosevic          | 9/9           | 13 (5/8)  | 0'              | 2              | 1           | 0                  | 0                                     | 0                     |
| 7              | Mediocampista | Rodrigo Valenzuela         | 7/9           | 7 (3/4)   | 931'            | 0              | 0           | 6                  | 0                                     | 0                     |
| 18             | Mediocampista | Rodrigo Meléndez           | 9/9           | 13 (12/1) | 150'            | 0              | 0           | 0                  | 0                                     | 0                     |
| 15, 16         | Mediocampista | Jean Beausejour            | 1/9           | 1 (0/1)   | 46'             | 0              | 0           | 0                  | 0                                     | 0                     |
| 10             | Mediocampista | Jorge Valdivia             | 5/9           | 6 (2/4)   | 243'            | 0              | 1           | 1                  | 0                                     | 1                     |
| 7              | Mediocampista | David Pizarro              | 9/9           | 13 (11/2) | 0'              | 0              | 4           | 0                  | 0                                     | 0                     |
| 8              | Mediocampista | Rodrigo Tello              | 4/9           | 1 (0/1)   | 18'             | 0              | 0           | 0                  | 0                                     | 0                     |
| 4, 5           | Mediocampista | Rodrigo Millar (Suplente)  | 3/9           | 0 (0/0)   | 0'              | 0              | 0           | 0                  | 0                                     | 0                     |
| -              | Mediocampista | Arturo Sanhueza (Suplente) | 1/9           | 0 (0/0)   | 0'              | 0              | 0           | 0                  | 0                                     | 0                     |
| 15             | Delantero     | Mauricio Pinilla           | 9/9           | 12 (10/2) | 161'            | 3              | 2           | 1                  | 0                                     | 0                     |
| 11, 17         | Delantero     | Mark González              | 7/9           | 8 (8/0)   | 868'            | 1              | 1           | 1                  | 0                                     | 0                     |
| 11             | Delantero     | Marcelo Salas              | 9/9           | 7 (6/1)   | 313'            | 1              | 1           | 0                  | 0                                     | 0                     |
| 9              | Delantero     | Humberto Suazo             | 3/9           | 1 (0/1)   | 1.485'          | 0              | 0           | 2                  | 0                                     | 0                     |
| 7              | Delantero     | Eduardo Rubio              | 2/9           | 1 (0/1)   | 57'             | 0              | 0           | 1                  | 0                                     | 0                     |
| 11             | Delantero     | Reinaldo Navia             | 7/9           | 9 (8/1)   | 247'            | 2              | 0           | 1                  | 0                                     | 1                     |
| 6              | Delantero     | Sebastián González         | 1/9           | 1 (0/1)   | 12'             | 0              | 0           | 0                  | 0                                     | 0                     |
| 7              | Delantero     | Héctor Tapia               | 5/9           | 2 (2/0)   | 114'            | 0              | 0           | 4                  | 1                                     | 0                     |
| 7, 10          | Delantero     | Patricio Galaz             | 6/9           | 6 (4/2)   | 307'            | 0              | 0           | 0                  | 0                                     | 0                     |
| 24             | Delantero     | Héctor Mancilla (Suplente) | 3/9           | 0 (0/0)   | 0'              | 0              | 0           | 0                  | 0                                     | 0                     |
| 21             | Delantero     | Fernando Martel            | 6/9           | 6 (6/0)   | 58'             | 0              | 1           | 0                  | 0                                     | 0                     |
| 20             | Delantero     | Luis Ignacio Quinteros     | 2/9           | 2 (0/2)   | 28'             | 0              | 0           | 0                  | 0                                     | 0                     |

## Nota
1. ↑  Solo fue convocado para duelos contra Bolivia y Venezuela en junio de 2008.